# My Own Summer (Shove It)
My Own Summer (Shove It) је сингл америчког алтернативног метал бенда Дефтонс и први је сингл са бендовог другог албума Around the Fur. Дискографска кућа  је објавила сингл 1997. године. Ово је први бендов сингл који се пласирао на музичке топ листе, достизавши 29. позицију на UK Singles Chart.

## Музички спот
Спот је режирао Дин Кар. Видео почиње тако што кавез за ајкуле пада у крваву воду. Затим се појављује бенд који свира на врховима кавеза. Након неког времена, појављује се ајкула која једе комад меса. Током видеа се смењује бендово извођење, ајкула и Чино Морено који пева у води у старој ронилачкој маски. На крају видеа он упада у воду док се видео постепено губи.

## Списак песама

### Први диск
1. – 3:35
2. – 3:54
3. – 6:23
4. – 5:17

### Други диск
1. – 3:35
2. – 4:36
3. – 4:23
4. – 4:49

## Обраде
Током својих концерта 2002. године, рок група Линкин Парк је свирала ову песму.